# Livyatan melvillei
Livyatan melvillei fu un cetaceo preistorico del miocene, affine ai moderni capodogli.

## Scoperta
I resti fossili di questa specie sono stati trovati nel 2008 a Cerro Colorado, nel deserto di Pisco-Ica, in Perù, da Klaas Post, del Museo di storia naturale di Rotterdam, durante una spedizione a cui hanno partecipato Giovanni Bianucci (Università di Pisa), Olivier Lambert (Museo di storia naturale di Bruxelles) e Mario Urbina (Museo di storia naturale di Lima). È stata rinvenuta parte del cranio, con mandibola e denti.
La descrizione scientifica dell'animale, firmata da Olivier Lambert, Giovanni Bianucci, Klaas Post, Christian de Muizon, Rodolfo Salas-Gismondi, Mario Urbina e Jelle Reumer, è stata pubblicata su "Nature" nel luglio del 2010.

## Nome
Il nome del genere, per le straordinarie dimensioni dell'animale, è legato a quello del leviatano, noto mostro marino citato nella Bibbia. Il nome della specie è un omaggio allo scrittore Herman Melville, creatore del celebre romanzo sul terribile capodoglio bianco Moby Dick. Istituito ufficialmente con il binomio Leviathan melvillei, questo è stato cambiato per questioni di sinonimia con una successiva nota Ad Corrigendum, sulla rivista scientifica Nature. Il nome generico Leviathan, proposto dagli autori per questo nuovo fossile di physiteridae del Miocene del Peru, era già usato per un altro genere: Leviathan Koch, 1841, un "junior subjective synonym" del genere Mammut Blumenbach, 1799. È stato così proposto da M. P. Taylor and D. Yanega di sostituire il nome con Livyatan (gen. nov.). La specie tipo è quindi stata attribuita a questo genere formando il binomio Livyatan melvillei. "Livyatan" è il nome in ebraico del grande mostro marino citato nella Bibbia e in storie popolari e mitologiche.

## Descrizione fisica

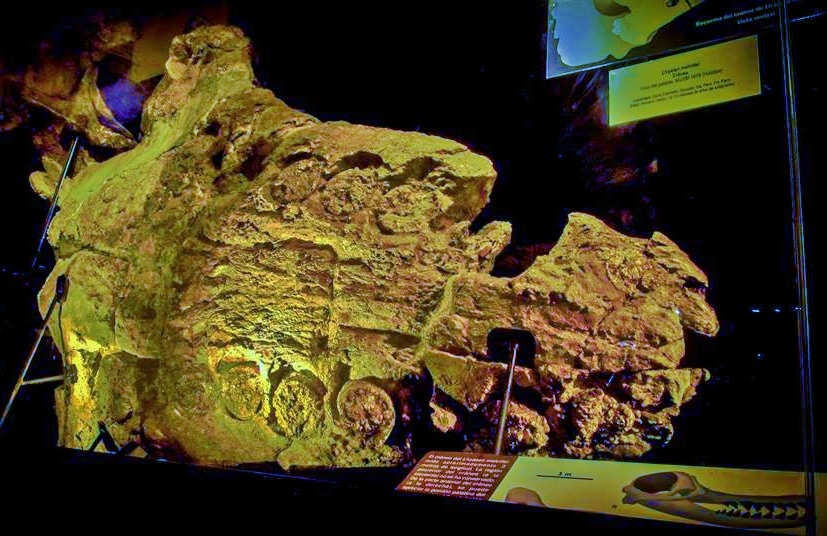
Parte del cranio di Livyatan melvillei

In base alle dimensioni del cranio trovato, lungo circa 3 metri, si suppone una lunghezza totale compresa tra i 14,5 e i 17,5 metri. I denti più grossi sono lunghi 36 centimetri, una misura notevolmente maggiore rispetto ai denti dei capodogli e sono presenti sia nella mandibola che nella mascella, a differenza dei capodogli, che li hanno solo nella mandibola.

## Abitudini
I denti e la forma del cranio, che fa presupporre la presenza di potenti muscoli per le fauci, fanno pensare che il Livyatan melvillei attaccasse le sue prede in modo simile alle moderne orche, strappando a morsi la carne. Le sue prede potevano essere altri cetacei, come balene franche, iperodonti, delfinidi e focene, squali, tartarughe marine, foche e uccelli marini, oltre a una vasta varietà di pesci ossei. Il Livyatan era in cima alla catena alimentare predando, forse, lo squalo Otodus megalodon o essendone comunque in competizione dividendone l'habitat, al pari della relazione odierna tra orche e squali bianchi .